# 中国人民解放军空军航空兵第七师
中国人民解放军空军航空兵第七师是中国人民解放军空军下辖部队，总部位于河北省张家口空军基地，原隶属于北京军区。1950年9月组建于吉林省东丰镇，下辖歼击机19团和21团。拥有歼-11和歼-7，歼击机70至120架，人员17000人。1979年，第七师换装歼-7，因中越战争开始，第七师抽调刚刚换装的两个歼击机团调防广西，参与对越作战任务。